# Bagard
Bagard est une commune française située dans le nord-est du département du Gard, en région Occitanie.
Exposée à un climat méditerranéen, elle est drainée par le ruisseau de Carriol, le ruisseau de Grimoux et par divers autres petits cours d'eau. La commune possède un patrimoine naturel remarquable : un site Natura 2000 (les « falaises d'Anduze ») et une zone naturelle d'intérêt écologique, faunistique et floristique.
Bagard est une commune rurale qui compte 2 595 habitants en 2022, après avoir connu une forte hausse de la population depuis 1962. Elle est dans l'agglomération d'Alès et fait partie de l'aire d'attraction d'Alès. Ses habitants sont appelés les Bagardois ou  Bargardoises.

## Géographie

### Communes limitrophes
| Générargues       | Saint-Jean-du-Pin | Saint-Christol-lez-Alès |
|                   | Bagard            |                         |
| Boisset-et-Gaujac |                   | Ribaute-les-Tavernes    |

### Climat
Pour des articles plus généraux, voir Climat de l'Occitanie et Climat du Gard.
En 2010, le climat de la commune est de type climat méditerranéen franc, selon une étude s'appuyant sur une série de données couvrant la période 1971-2000. En 2020, Météo-France publie une typologie des climats de la France métropolitaine dans laquelle la commune est exposée à un climat méditerranéen et est dans la région climatique Provence, Languedoc-Roussillon, caractérisée par une pluviométrie faible en été, un très bon ensoleillement (2 600 h/an), un été chaud (21,5 °C), un air très sec en été, sec en toutes saisons, des vents forts (fréquence de 40 à 50 % de vents > 5 m/s) et peu de brouillards.
Pour la période 1971-2000, la température annuelle moyenne est de 13,8 °C, avec  une amplitude thermique annuelle de 17,2 °C. Le cumul annuel moyen de précipitations est de 1 061 mm, avec 7,1 jours de précipitations en janvier et 3,5 jours en juillet. Pour la période 1991-2020, la température moyenne annuelle observée sur la station météorologique la plus proche, située sur la commune de Saint-Christol-lès-Alès à 2 km à vol d'oiseau, est de 15,0 °C et le cumul annuel moyen de précipitations est de 1 046,5 mm,. Pour l'avenir, les paramètres climatiques de la commune estimés pour 2050 selon différents scénarios d’émission de gaz à effet de serre sont consultables sur un site dédié publié par Météo-France en novembre 2022.

### Milieux naturels et biodiversité

#### Réseau Natura 2000

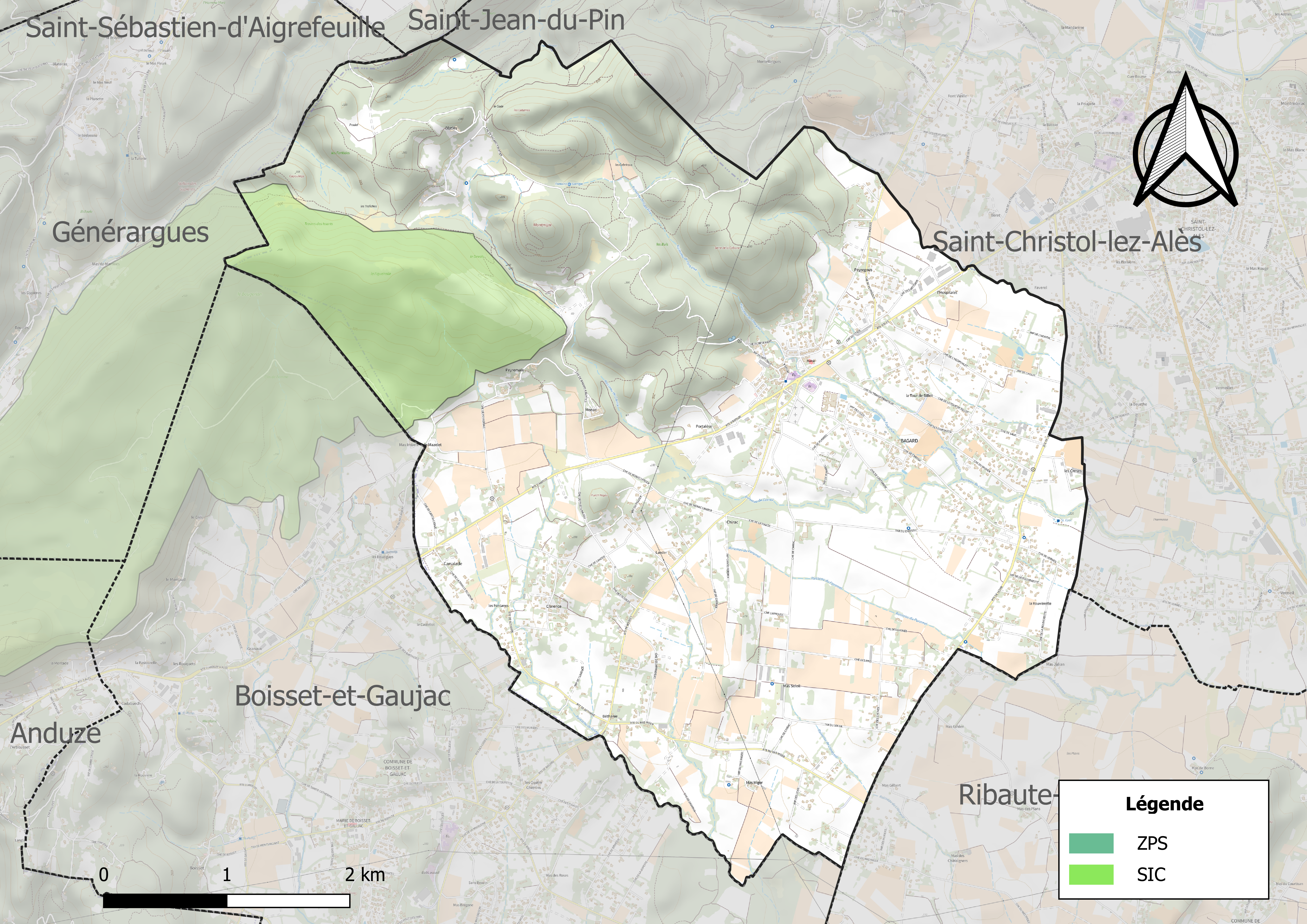
Site Natura 2000 sur le territoire communal.

Le réseau Natura 2000 est un réseau écologique européen de sites naturels d'intérêt écologique élaboré à partir des directives habitats et oiseaux, constitué de zones spéciales de conservation (ZSC) et de zones de protection spéciale (ZPS).
Un site Natura 2000 a été défini sur la commune au titre de la directive habitats : les « falaises d'Anduze », d'une superficie de 535 ha, un site d'escarpements calcaires, situé au pied des Cévennes en majorité siliceuse avec une riche flore rupestre dont une endémique (Centaurea maculosa subsp. albida) et des milieux rocheux d'éboulis.

#### Zones naturelles d'intérêt écologique, faunistique et floristique

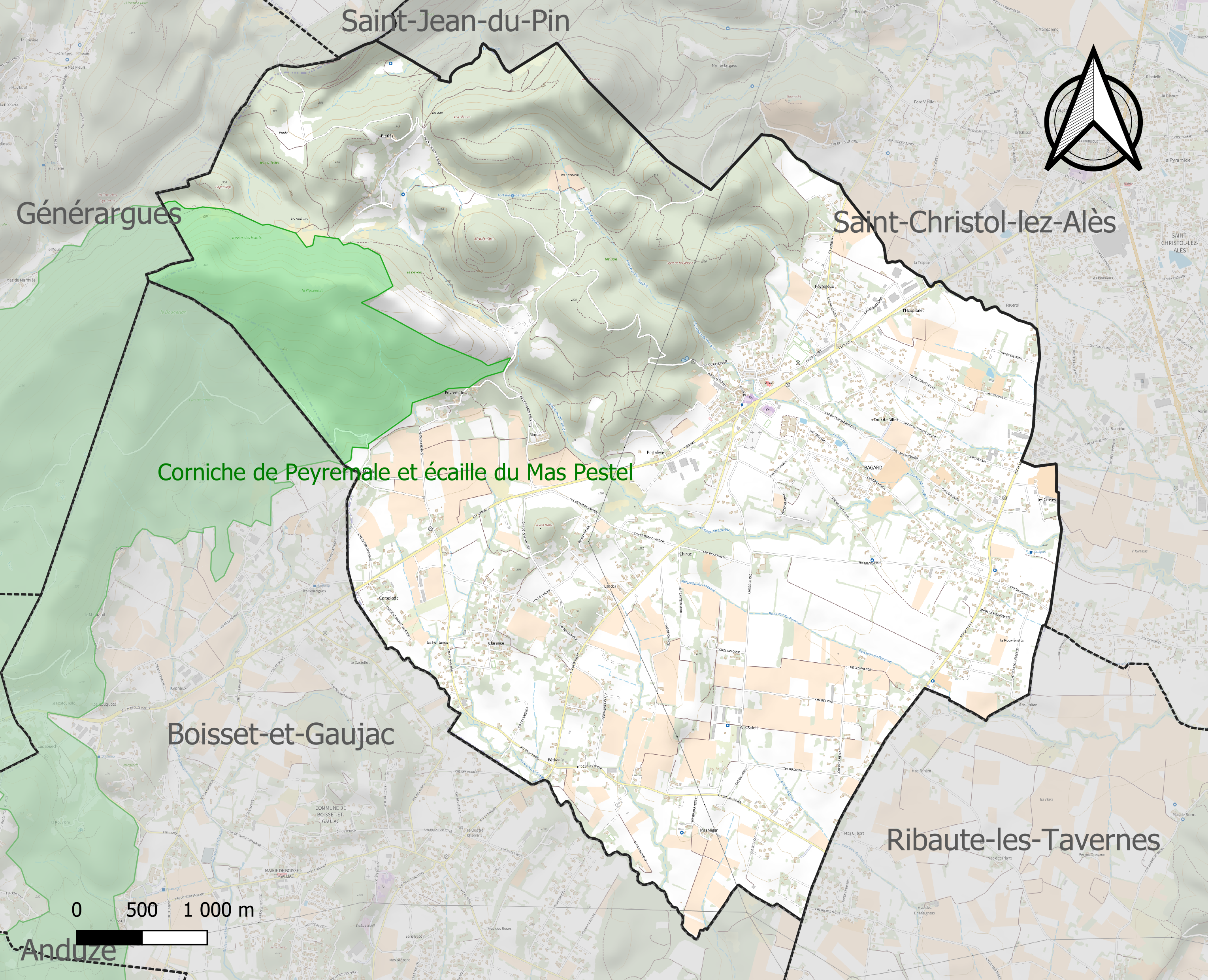
Carte de la ZNIEFF de type 1 localisée sur la commune.

L’inventaire des zones naturelles d'intérêt écologique, faunistique et floristique (ZNIEFF) a pour objectif de réaliser une couverture des zones les plus intéressantes sur le plan écologique, essentiellement dans la perspective d’améliorer la connaissance du patrimoine naturel national et de fournir aux différents décideurs un outil d’aide à la prise en compte de l’environnement dans l’aménagement du territoire.
Une ZNIEFF de type 1 est recensée sur la commune :
la « corniche de Peyremale et écaille du Mas Pestel » (787 ha), couvrant 4 communes du département.

## Urbanisme

### Typologie
Au 1er janvier 2024, Bagard est catégorisée bourg rural, selon la nouvelle grille communale de densité à sept niveaux définie par l'Insee en 2022.
Elle appartient à l'unité urbaine d'Alès, une agglomération intra-départementale regroupant 22  communes, dont elle est une commune de la banlieue,,. Par ailleurs la commune fait partie de l'aire d'attraction d'Alès, dont elle est une commune de la couronne,. Cette aire, qui regroupe 64 communes, est catégorisée dans les aires de 50 000 à moins de 200 000 habitants,.

### Occupation des sols
L'occupation des sols de la commune, telle qu'elle ressort de la base de données européenne d’occupation biophysique des sols Corine Land Cover (CLC), est marquée par l'importance des territoires agricoles (54,6 % en 2018), en diminution par rapport à 1990 (59,8 %). La répartition détaillée en 2018 est la suivante : 
zones agricoles hétérogènes (31,9 %), cultures permanentes (20,1 %), milieux à végétation arbustive et/ou herbacée (19,1 %), forêts (12,8 %), zones urbanisées (11,2 %), prairies (2,6 %), mines, décharges et chantiers (2,3 %). L'évolution de l’occupation des sols de la commune et de ses infrastructures peut être observée sur les différentes représentations cartographiques du territoire : la carte de Cassini (XVIIIe siècle), la carte d'état-major (1820-1866) et les cartes ou photos aériennes de l'IGN pour la période actuelle (1950 à aujourd'hui).

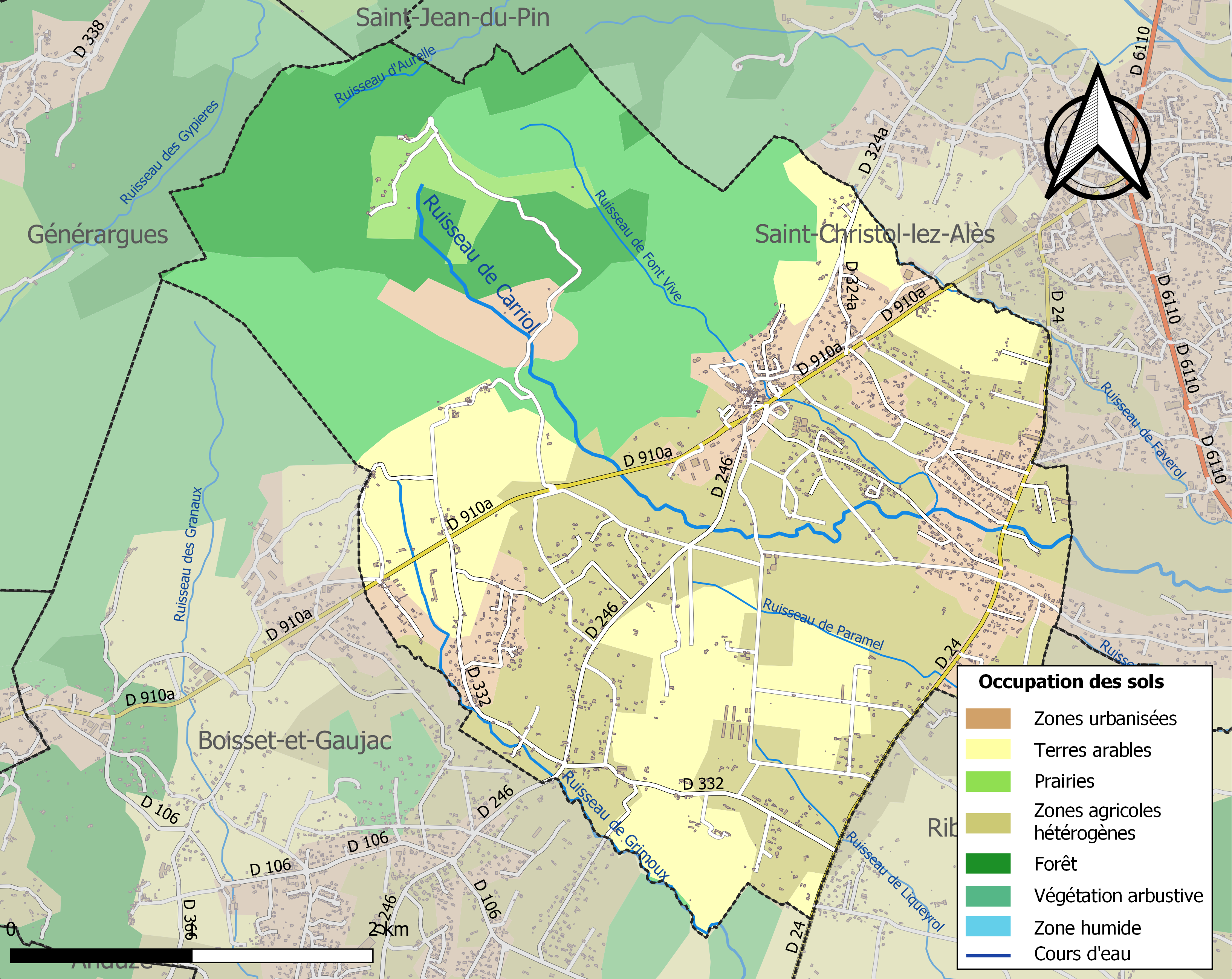
Carte des infrastructures et de l'occupation des sols de la commune en 2018 (CLC).

Bagard est considérée comme une commune rurale, faisant partie des communes peu ou très peu denses au sens de la grille communale de densité de l'Insee,,,. Elle appartient à l'unité urbaine d'Alès, une agglomération intra-départementale regroupant 22 communes et 95 704 habitants en 2017, dont elle est une commune de la banlieue,.
La commune fait également partie de l'aire d'attraction d'Alès, dont elle est une commune de la couronne. Cette aire, qui regroupe 64 communes, est catégorisée dans les aires de 50 000 à moins de 200 000 habitants,.

### Risques majeurs
Le territoire de la commune de Bagard est vulnérable à différents aléas naturels : météorologiques (tempête, orage, neige, grand froid, canicule ou sécheresse), inondations, feux de forêts et séisme (sismicité faible). Il est également exposé à un risque technologique,  et  le risque industriel, et à un risque particulier : le risque de radon. Un site publié par le BRGM permet d'évaluer simplement et rapidement les risques d'un bien localisé soit par son adresse soit par le numéro de sa parcelle.

#### Risques naturels
La commune fait partie du territoire à risques importants d'inondation (TRI) d'Alès, regroupant 37 communes autour d'Alès, un des 31 TRI qui ont été arrêtés fin 2012 sur le bassin Rhône-Méditerranée, retenu au regard des risques de débordements de la Cèze et des Gardons. Parmi les dernières crues significatives qui ont touché le territoire figurent celles de 1958 et de septembre 2002. Des cartes des surfaces inondables ont été établies pour trois scénarios : fréquent (crue de temps de retour de 10 ans à 30 ans), moyen (temps de retour de 100 ans à 300 ans) et extrême (temps de retour de l'ordre de 1 000 ans, qui met en défaut tout système de protection),. La commune a été reconnue en état de catastrophe naturelle au titre des dommages causés par les inondations et coulées de boue survenues en 1982, 1987, 1993, 1995, 1997, 2001, 2002 et 2014,.

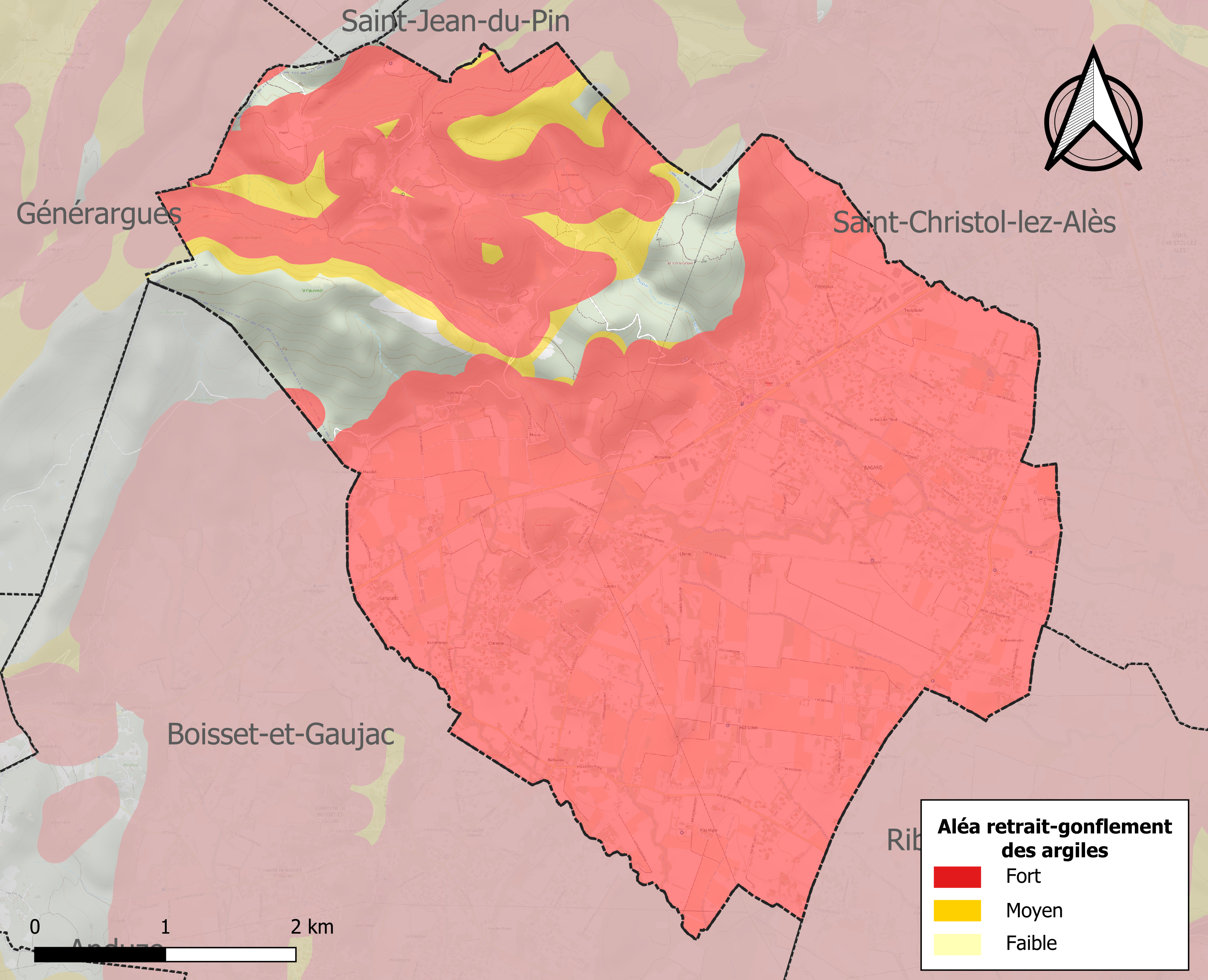
Carte des zones d'aléa retrait-gonflement des sols argileux de Bagard.

Le retrait-gonflement des sols argileux est susceptible d'engendrer des dommages importants aux bâtiments en cas d’alternance de périodes de sécheresse et de pluie. 90,8 % de la superficie communale est en aléa moyen ou fort (67,5 % au niveau départemental et 48,5 % au niveau national). Sur les 1 001 bâtiments dénombrés sur la commune en 2019, 1001 sont en aléa moyen ou fort, soit 100 %, à comparer aux 90 % au niveau départemental et 54 % au niveau national. Une cartographie de l'exposition du territoire national au retrait gonflement des sols argileux est disponible sur le site du BRGM,.
Par ailleurs, afin de mieux appréhender le risque d’affaissement de terrain, l'inventaire national des cavités souterraines permet de localiser celles situées sur la commune.

#### Risques technologiques
La commune est exposée au risque industriel du fait de la présence sur son territoire d'une entreprise soumise à la directive européenne SEVESO.

#### Risque particulier
Dans plusieurs parties du territoire national, le radon, accumulé dans certains logements ou autres locaux, peut constituer une source significative d’exposition de la population aux rayonnements ionisants. Certaines communes du département sont concernées par le risque radon à un niveau plus ou moins élevé. Selon la classification de 2018, la commune de Bagard est classée en zone 2, à savoir zone à potentiel radon faible mais sur lesquelles des facteurs géologiques particuliers peuvent faciliter le transfert du radon vers les bâtiments.

## Toponymie
Issu du nom de personne d'origine germanique, Baghard[réf. nécessaire].

## Histoire

### Époque moderne
Au tout début du XVIIIe siècle, Bagard est le théâtre de violents affrontements, dans le contexte de la guerre des Cévennes. En 1702, les camisards mettent le feu à l'église de Bagard, construite au XIIe siècle. En 1703, a lieu l'une des plus importantes défaites des camisards. Dans la nuit du 29 au 30 avril, alors que près de 300 d'entre eux sont réfugiés dans la tour de Billot, des dragons de Louis XIV mettent le feu à l'édifice, faisant périr les occupants. La commune de Bagard rendra hommage à ces protestants en baptisant une voie « Chemin des Camisards », juste à côté de la tour.

### Époque contemporaine
La commune élit un maire Section française de l'Internationale communiste (ancêtre du PCF) aux élections de 1935. La signature du pacte germano-soviétique suivie du déclenchement de la Seconde Guerre mondiale ont des répercussions rapides sur la vie des communes communistes ; le maire de Bagard est suspendu en application du décret du 18 octobre 1939 et remplacé par une délégation spéciale. Cependant, même cette délégation spéciale, nommée à la fin de la IIIe République, n’est pas suffisamment docile du point de vue du régime de Vichy : elle est elle aussi suspendue.

## Politique et administration

### Liste des maires
| Période                                  | Période                   | Identité                        | Étiquette | Qualité                                        |
| ---------------------------------------- | ------------------------- | ------------------------------- | --------- | ---------------------------------------------- |
| Les données manquantes sont à compléter. |                           |                                 |           |                                                |
| mars 1989                                | 13 août 1995 (décès)      | Pierre Gleyze (1925-1995)       |           |                                                |
| octobre 1995                             | 13 août 2008 (décès)      | Jean-Claude Zanazzo (1938-2008) | PRG       | Vigneron retraité Vice-président du Grand Alès |
| 19 septembre 2008                        | 4 avril 2014              | Maurice Viala                   | SE        | Officier de l'air retraité                     |
| 4 avril 2014                             | En cours (au 18 mai 2020) | Thierry Bazalgette              | SE        | Professeur Réélu pour le mandat 2020-2026      |

## Population et société

### Démographie
L'évolution du nombre d'habitants est connue à travers les recensements de la population effectués dans la commune depuis 1793. Pour les communes de moins de 10 000 habitants, une enquête de recensement portant sur toute la population est réalisée tous les cinq ans, les populations de référence des années intermédiaires étant quant à elles estimées par interpolation ou extrapolation. Pour la commune, le premier recensement exhaustif entrant dans le cadre du nouveau dispositif a été réalisé en 2004.

En 2022, la commune comptait 2 595 habitants, en évolution de +0,15 % par rapport à 2016 (Gard : +2,97 %, France hors Mayotte : +2,11 %).
| 1793 | 1800 | 1806 | 1821 | 1831 | 1836 | 1841 | 1846 | 1851 |
| ---- | ---- | ---- | ---- | ---- | ---- | ---- | ---- | ---- |
| 224  | 228  | 265  | 334  | 411  | 379  | 570  | 596  | 694  |

| 1856 | 1861 | 1866 | 1876 | 1881 | 1886 | 1891 | 1896 | 1901 |
| ---- | ---- | ---- | ---- | ---- | ---- | ---- | ---- | ---- |
| 729  | 743  | 777  | 722  | 672  | 677  | 698  | 691  | 709  |

| 1906 | 1911 | 1921 | 1926 | 1931 | 1936 | 1946 | 1954 | 1962 |
| ---- | ---- | ---- | ---- | ---- | ---- | ---- | ---- | ---- |
| 693  | 668  | 604  | 636  | 667  | 650  | 582  | 616  | 756  |

| 1968  | 1975  | 1982  | 1990  | 1999  | 2004  | 2006  | 2009  | 2014  |
| ----- | ----- | ----- | ----- | ----- | ----- | ----- | ----- | ----- |
| 1 025 | 1 198 | 1 523 | 1 771 | 1 970 | 2 159 | 2 252 | 2 430 | 2 581 |

| 2019  | 2022  | - | - | - | - | - | - | - |
| ----- | ----- | - | - | - | - | - | - | - |
| 2 556 | 2 595 | - | - | - | - | - | - | - |

### Enseignement
École maternelle Le Clos des Oliviers, du nom des oliviers entourant l'école.
- École élémentaire Jean-Claude-Zanazzo[34], du nom d'un ancien maire de Bagard (1995-2008) mort en cours de mandat.

## Économie

### Revenus
En 2018  (données Insee publiées en septembre 2021), la commune compte 1 039 ménages fiscaux, regroupant 2 487 personnes. La médiane du revenu disponible par unité de consommation est de 21 130 € (20 020 € dans le département). 47 % des ménages fiscaux sont imposés (43,9 % dans le département).

### Emploi
|                | 2008   | 2013   | 2018   |
| -------------- | ------ | ------ | ------ |
| Commune        | 8,6 %  | 11,3 % | 10,2 % |
| Département    | 10,6 % | 12 %   | 12 %   |
| France entière | 8,3 %  | 10 %   | 10 %   |

En 2018, la population âgée de 15 à 64 ans s'élève à 1 450 personnes, parmi lesquelles on compte 74,4 % d'actifs (64,3 % ayant un emploi et 10,2 % de chômeurs) et 25,6 % d'inactifs,. Depuis 2008, le taux de chômage communal (au sens du recensement) des 15-64 ans est inférieur à celui du département, mais supérieur à celui de la France.
La commune fait partie de la couronne de l'aire d'attraction d'Alès, du fait qu'au moins 15 % des actifs travaillent dans le pôle,. Elle compte 554 emplois en 2018, contre 635 en 2013 et 532 en 2008. Le nombre d'actifs ayant un emploi résidant dans la commune est de 943, soit un indicateur de concentration d'emploi de 58,7 % et un taux d'activité parmi les 15 ans ou plus de 50,5 %.
Sur ces 943 actifs de 15 ans ou plus ayant un emploi, 188 travaillent dans la commune, soit 20 % des habitants. Pour se rendre au travail, 89,6 % des habitants utilisent un véhicule personnel ou de fonction à quatre roues, 0,6 % les transports en commun, 4,1 % s'y rendent en deux-roues, à vélo ou à pied et 5,6 % n'ont pas besoin de transport (travail au domicile).

### Activités hors agriculture

#### Secteurs d'activités
202 établissements sont implantés  à Bagard au 31 décembre 2019. Le tableau ci-dessous en détaille le nombre par secteur d'activité et compare les ratios avec ceux du département,.
| Secteur d'activité                                                                                        | Commune | Commune | Département |
| Secteur d'activité                                                                                        | Nombre  | %       | %           |
| --- | ------- | ------- | ----------- |
| Ensemble                                                                                                  | 202     | 100 %   | (100 %)     |
| Industrie manufacturière, industries extractives et autres                                                | 26      | 12,9 %  | (7,9 %)     |
| Construction                                                                                              | 60      | 29,7 %  | (15,5 %)    |
| Commerce de gros et de détail, transports, hébergement et restauration                                    | 44      | 21,8 %  | (30 %)      |
| Information et communication                                                                              | 4       | 2 %     | (2,2 %)     |
| Activités financières et d'assurance                                                                      | 5       | 2,5 %   | (3 %)       |
| Activités immobilières                                                                                    | 8       | 4 %     | (4,1 %)     |
| Activités spécialisées, scientifiques et techniques et activités de services administratifs et de soutien | 24      | 11,9 %  | (14,9 %)    |
| Administration publique, enseignement, santé humaine et action sociale                                    | 12      | 5,9 %   | (13,5 %)    |
| Autres activités de services                                                                              | 19      | 9,4 %   | (8,8 %)     |

Le secteur de la construction est prépondérant sur la commune puisqu'il représente 29,7 % du nombre total d'établissements de la commune (60 sur les 202 entreprises implantées  à Bagard), contre 15,5 % au niveau départemental.

#### Entreprises et commerces
Les cinq entreprises ayant leur siège social sur le territoire communal qui génèrent le plus de chiffre d'affaires en 2020 sont : 
- Menuiserie Blachere & Fils, travaux de menuiserie bois et PVC (9 016 k€) ;
- Diaz Fer Et Creation, fabrication de portes et fenêtres en métal (1 093 k€) ;
- Activite Herve Roger - Ahr, commerce de gros (commerce interentreprises) de fournitures et équipements industriels divers (322 k€) ;
- Dorana Diffusion, commerce de gros (commerce interentreprises) de parfumerie et de produits de beauté (219 k€) ;
- Faraus Recyclage, récupération de déchets triés (185 k€).

### Agriculture
La commune est dans les Garrigues, une petite région agricole occupant le centre du département du Gard. En 2020, l'orientation technico-économique de l'agriculture  sur la commune est la viticulture. 
|               | 1988 | 2000 | 2010 | 2020 |
| ------------- | ---- | ---- | ---- | ---- |
| Exploitations | 45   | 31   | 23   | 16   |
| SAU (ha)      | 589  | 505  | 467  | 388  |

Le nombre d'exploitations agricoles en activité et ayant leur siège dans la commune est passé de 45 lors du recensement agricole de 1988  à 31 en 2000 puis à 23 en 2010 et enfin à 16 en 2020, soit une baisse de 64 % en 32 ans. Le même mouvement est observé à l'échelle du département qui a perdu pendant cette période 61 % de ses exploitations,. La surface agricole utilisée sur la commune a également diminué, passant de 589 ha en 1988 à 388 ha en 2020. Parallèlement la surface agricole utilisée moyenne par exploitation a augmenté, passant de 13 à 24 ha.

## Culture locale et patrimoine

### Lieux et monuments
- L'église Saint-Saturnin, de style roman, construite au XIIe siècle, incendiée par les camisards en 1702 et restaurée depuis[25].
- Le temple protestant de Bagard, inauguré en 1859[40].

### Patrimoine culturel
- Le dolmen du Serre de la Cabane, site funéraire de plus de 200 000 ans[41].

### Patrimoine environnemental
Paeonia peregrina, plante rouge vif se trouvant dans les entrailles des montagnes bagardoises.
Mont Bougerlan et Serre de la cabane.

### Personnalités liées à la commune
- Louis Payen, poète, auteur dramatique et librettiste français né à Bagard (1875-1927). Chevalier de la Légion d'honneur (1925).

## Héraldique
| Blason de Bagard | Blason  | D'azur à la bande d'argent accompagnée en chef d'un lion d'or rampant contre la bande. |
| Blason de Bagard | Détails |                                                                                        |